# Japanse spirea
Japanse spirea (Spiraea japonica) is een soort uit het geslacht struikspirea (Spiraea). 

## Determinatie
Japanse spirea is een bladverliezende (dwerg)struik die een maximale hoogte kan bereiken van 1,5 m. De bladeren zijn langwerpig en aan beide zijden kaal. Ze bereiken een lengte van 25–40 mm en een breedte van 3–7 mm. De bladsteel is behaard en 1–2 mm lang. De bloeiwijze is een scherm; de bloemstelen zijn kaal. De bloemen hebben 18–20 meeldraden.

## Ecologie
De ecologische amplitude van Japanse spirea is tamelijk breed. Over het algemeen prefereert de soort vochtige standplaatsen met een relatief hoge pH. De plant geeft de voorkeur aan de volle zon, maar kan tevens in de halfschaduw gedijen. De rups van de vlindersoort Neptis pryeri eet de bloemen van zowel Japanse spirea als Spiraea morrisonicola.

## Verspreiding
Het natuurlijke verspreidingsgebied van Japanse spirea strekt zich uit over Japan en het Koreaans Schiereiland. Binnen verscheidene Europese en Noord-Amerikaanse landen wordt de soort verwilderd aangetroffen. In Nederland worden verwilderde exemplaren van de soort in stedelijke gebieden vrij vaak gevonden in de nabijheid van aanplant van de soort.